# Hermogenes (Bibel)
Hermogenes (altgriechisch Ἑρμογένης Hermogénēs) ist eine im Neuen Testament der Bibel erwähnte Person. Im 2. Timotheusbrief schreibt Paulus, dass sich alle seine Mitarbeiter in der Provinz Asia von ihm abgewandt haben. Explizit namentlich genannt wird in diesem Zusammenhang neben einem Phygelus auch Hermogenes (2 Tim 1,15 ). Dem Verhalten von Hermogenes und Phygelos wird das Verhalten des Onesiphoros als positives Gegenbeispiel gegenübergestellt. Anhand dieser unterschiedlichen Verhaltensweisen gegenüber Paulus, während dessen Gefangenschaft in Rom, werden exemplarisch die möglichen Verhaltensweisen gegenüber verfolgten Anhängern Christi aufgezeigt und die Treue zum Evangelium auch im Leiden herausgestellt.